# Kaga (hangarfartyg)

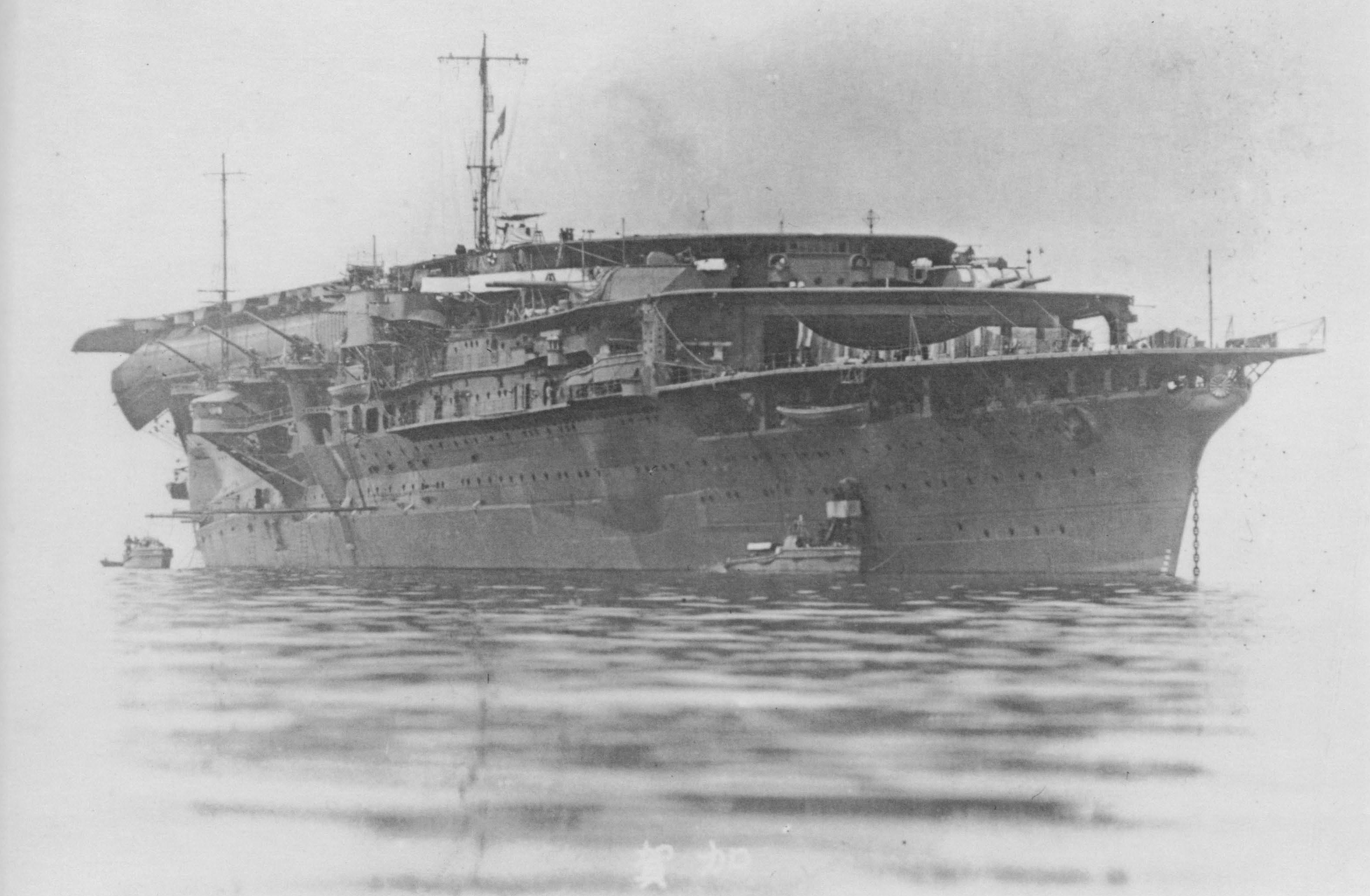
Kaga som färdigställt fartyg med tre flight-däck. De två understa byggdes dock bort och det översta förlängdes under mitten av 1930-talet på grund av nya krav för moderna plan.

Kaga var ett hangarfartyg i den kejserliga japanska flottan, det tredje i flottan som togs i bruk, namngett efter den före detta provinsen Kaga i nuvarande Ishikawa prefektur.
Hon påbörjades som en slagkryssare, men efter att Japan skrivit på Washington Naval Treaty som begränsade antalet fartyg av denna klass byggdes hon om till hangarfartyg. 
Fartyget mätte 260,7 meter och hade plats för 97 flygplan ombord (varav 25 var demonterade i reserv). Hon deltog i Shanghaiincidenten, det andra kinesisk-japanska kriget, attacken mot Pearl Harbor, slaget om Rabaul, slaget om Nederländska Indien, bombningen av Darwin (där hennes flygplan sänkte nio fartyg bl.a. jagaren USS Peary) 1942 
Kaga träffades av bomber från amerikanska Douglas SBD Dauntless-störtbombflygplan från USS Enterprise under slaget vid Midway 1942 vilket ledde till att hon fattade eld och sjönk på kort tid. 